# نهر واكروسا
نهر واكروسا هو أحد روافد نهر كانساس، في شرق كانساس في الولايات المتحدة. إنه يستنزف منطقة زراعية من تلال الحجر الجيري المتدحرجة جنوب توبيكا ولورانس.